# InSSIDer
O inSSIDer é um programa de escanear redes Wi-Fi para o Windows . Ele recebeu em 2008 o Prêmio de melhor de software de fonte aberta em rede.

## História
O inSSIDer começou como um substituto para o envelhecido NetStumbler , que não tinha sido desenvolvido ativamente por vários anos. Além disso, MetaGeek ouviu queixas de que NetStumbler não funciona com modernos sistemas operacionais de 64 bits ou mesmo o Windows Vista . Foi então decidido construir um open-source scanner de rede Wi-Fi projetado para a atual geração de sistemas operacionais Windows que ultrapassou a capacidade e qualidade geral do NetStumbler.

## Características
- Informações sobre redes Wi-Fi (exemplo, SSID , MAC , ponto de acesso, taxa de dados, força do sinal, segurança)
- Mostra como redes Wi-Fi se sobrepõem

## Versão 2.0
Versão 2.0 é uma completa reformulação do inSSIDer. A Beta 1 foi lançada em 8 de setembro de 2010.
Versão 2.0 melhorias:
- Nova base de código esta mais estável
- Aba de notícias substitui a de anúncios
- Pontos de acesso obsoletos desaparecem ao longo do tempo
- Os gráficos agora são agora em abas
- Um sistema de filtragem que permite mostrar apenas as redes que atendem a determinados critérios
- GPS
- Modo tela cheia
- Modo Mini projetado para telas pequenas
- Melhor emparelhamento de dados 802.11n

## Versão 2.1
Versão 2.1 melhorias:
- Rede ativa agora é destacada
- Novas cores para as redes descobertas[1]

## Requisitos do sistema
- Windows XP SP2, Vista ou Windows 7 (32 ou 64 bits)
- Microsoft .NET Framework 3.5 ou superior
- Linux